# Gussjön, Västmanland
Gussjön är en sjö i Sala kommun i Västmanland och ingår i Norrströms huvudavrinningsområde. Sjön har en area på 0,764 kvadratkilometer och ligger 58 meter över havet. Gussjön ligger i Gussjön Natura 2000-område. Sjön avvattnas av vattendraget Gussjöbäck. Vid provfiske har en stor mängd fiskarter fångats, bland annat abborre, björkna, braxen och gers.

## Delavrinningsområde
Gussjön ingår i det delavrinningsområde (664261-153380) som SMHI kallar för Utloppet av Gussjön. Medelhöjden är 69 meter över havet och ytan är 23,9 kvadratkilometer. Det finns inga avrinningsområden uppströms utan avrinningsområdet är högsta punkten. Gussjöbäck som avvattnar avrinningsområdet har biflödesordning 3, vilket innebär att vattnet flödar genom totalt 3 vattendrag innan det når havet efter 166 kilometer. Avrinningsområdet består mestadels av skog (41 procent) och jordbruk (42 procent). Avrinningsområdet har 1,55 kvadratkilometer vattenytor vilket ger det en sjöprocent på 6,3 procent. Bebyggelsen i området täcker en yta av 0,16 kvadratkilometer eller 1 procent av avrinningsområdet.

## Fisk
Vid provfiske har följande fisk fångats i sjön:
- Abborre
- Björkna
- Braxen
- Gärs
- Gädda
- Karpfisk obestämd
- Löja
- Mört
- Ruda
- Sarv
- Sutare